# Muriel Hurtis
Muriel Hurtis-Houairi (Bondy, 25 marzo 1979) è una velocista francese.
È stata campionessa europea dei 200 metri piani nel 2002, campionessa mondiale ed europea nella staffetta 4×100 metri (2003 e 2002), nonché campionessa europea nella staffetta 4×400 metri nel 2014.

## Biografia
Nata in Francia da genitori provenienti dalla Guadalupa, inizia a praticare atletica leggera a scuola. Nel 1998 vince i 200 metri ai Mondiali juniores ad Annecy ed è argento con la staffetta 4×100 metri che stabilisce il primato nazionale francese di categoria con il tempo di 44"07.
Nel 1999 si presenta da favorita nei 200 metri agli Europei under 23 ma vincerà la medaglia d'argento venendo sconfitta dall'italiana Manuela Levorato. Sempre nel corso dello stesso anno vince la sua prima medaglia in una competizione internazionale seniores, l'argento con la staffetta 4×100 m ai Mondiali di Siviglia con il nuovo record nazionale assoluto di 42"06. Nel 2000 diventa campionessa europea indoor dei 200 m ai Campionati di Gand.
Vince un nuovo argento, sempre con la staffetta, ai successivi Mondiali di Edmonton. Originalmente la Francia aveva vinto il bronzo dietro agli Stati Uniti d'America ed alla Germania, ma a causa dei casi di doping di ben due atlete americane (Kelli White e, qualche tempo dopo, Marion Jones) furono le tedesche a vincere l'oro per squalifica degli USA.

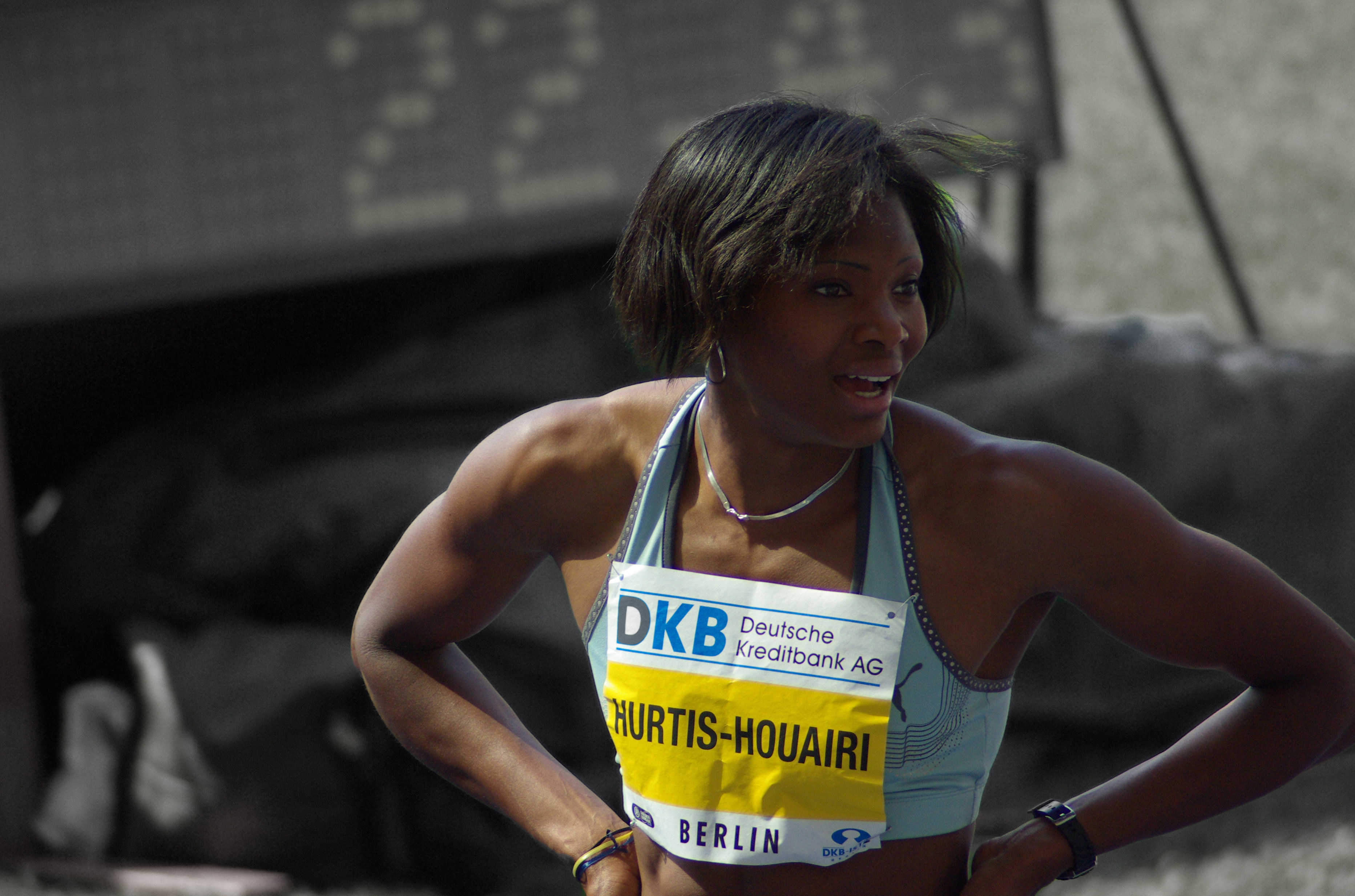
Muriel Hurtis al meeting ISTAF di Berlino nel 2009.

La sua stagione migliore sarà il 2002. Conferma il titolo dei 200 metri agli Europei indoor di Vienna ed in Coppa Europa vince i 100 (con il primato personale di 10"96) ed i 200 metri (entrambe le distanze vedranno posizionarsi seconda, dietro la Hurtis, L'italiana Manuela Levorato). Agli Europei all'aperto di Monaco di Baviera, la transalpina si aggiudica anche l'oro nella staffetta 4×100 m prendendosi la rivincita di Edmonton 2001 sulla squadra tedesca.
Ai Mondiali indoor di Birmingham del 2003 è seconda sul campo nei 200 m, ma la successiva squalifica della statunitense Michelle Collins per doping le consegna l'oro. Lo stesso anno, ai Mondiali di Parigi, davanti al pubblico di casa vince il bronzo nei 200 m e l'oro nella staffetta 4×100 m con il nuovo primato nazionale di 41"78, come seconda componente di una squadra composta anche da Patricia Girard-Léno, Sylviane Félix e Christine Arron.
Ai Giochi olimpici di Atene 2004 viene eliminata nei turni preliminari dei 200 m, ma si riscatta con la staffetta 4×100 m conquistando il bronzo, che rappresenta la prima medaglia olimpica per l'atleta transalpina. Sposatasi con Kamel Houairi, in arte K-mel, ex leader del gruppo rap francese Alliance Ethnik, subito dopo i Giochi si ritira temporaneamente dalle competizioni perché in attesa di un bambino. Il 21 marzo 2005 dà alla luce il suo primogenito Lehyan. Dopo la pausa per la maternità, torna alle gare all'inizio del 2006. Nello stesso anno partecipa ai Campionati europei a Göteborg come quarta ed ultima componente della staffetta 4×100 m ma durante la semifinale non ha la possibilità di completare la gara poiché l'atleta che la precede, Adrianna Lamalle, si infortuna poco prima di passarle il testimone.
Nel 2007, fallite le medaglie mondiali ad Ōsaka, vince sui 200 metri le IAAF World Athletics Final tenutesi a Stoccarda (con il tempo di 22"73) precedendo la bahamense Debbie Ferguson-McKenzie e la statunitense LaShauntea Moore. Ai Giochi olimpici di Pechino 2008 raggiunge le semifinali dei 200 metri, dove con il tempo di 22"71 si classifica 5ª non riuscendo ad accedere alla finale. Non particolarmente fortunata la partecipazione con la staffetta 4×100 m francese; le ragazze, a causa di un cambio errato, vengono squalificate in semifinale.
Parecchi infortuni ne pregiudicano l'attività agonistica nel 2009. Dall'anno successivo comincia a dedicarsi con assiduità ai 400 metri piani, centrando la finale agli Europei di Barcellona dove con il tempo di 52"05 si classifica 8ª. Nel 2011 conquista il bronzo con la staffetta 4×400 metri agli Europei indoor di Parigi, con il nuovo record nazionale di 3'32"16.

## Record nazionali

### Seniores
- 200 metri piani indoor: 22"49 ( Atene, 14 marzo 2003)
- Staffetta 4×100 metri: 41"78 ( Parigi, 30 agosto 2003) (Patricia Girard, Muriel Hurtis, Sylviane Félix, Christine Arron)
- Staffetta 4×400 metri indoor: 3'32"16 ( Parigi, 6 marzo 2011) (Muriel Hurtis, Laetitia Denis, Marie Gayot, Floria Guei)

## Palmarès
| Anno | Manifestazione    | Sede        | Evento      | Risultato        | Prestazione | Note                                     |
| ---- | ----------------- | ----------- | ----------- | ---------------- | ----------- | ---------------------------------------- |
| 1998 | Mondiali juniores | Annecy      | 200 m piani | Oro              | 23"22       |                                          |
| 1998 | Mondiali juniores | Annecy      | 4×100 m     | Argento          | 44"07       |                                          |
| 1999 | Europei under 23  | Göteborg    | 200 m piani | Argento          | 22"85       |                                          |
| 1999 | Mondiali          | Siviglia    | 200 m piani | Semifinale       | 22"52       |                                          |
| 1999 | Mondiali          | Siviglia    | 4×100 m     | Argento          | 42"06       | Record nazionale                         |
| 2000 | Europei indoor    | Gand        | 200 m piani | Oro              | 23"06       |                                          |
| 2000 | Giochi olimpici   | Sydney      | 200 m piani | Semifinale       | 23"13       |                                          |
| 2000 | Giochi olimpici   | Sydney      | 4×100 m     | 4ª               | 42"42       |                                          |
| 2001 | Mondiali indoor   | Lisbona     | 200 m piani | 5ª               | 23"63       |                                          |
| 2001 | Mondiali          | Edmonton    | 4×100 m     | Argento          | 42"39       | Miglior prestazione personale stagionale |
| 2002 | Europei indoor    | Vienna      | 200 m piani | Oro              | 22"52       |                                          |
| 2002 | Europei           | Monaco      | 200 m piani | Oro              | 22"43       |                                          |
| 2002 | Europei           | Monaco      | 4×100 m     | Oro              | 42"46       |                                          |
| 2003 | Mondiali indoor   | Birmingham  | 200 m piani | Oro              | 22"54       |                                          |
| 2003 | Mondiali          | Saint-Denis | 200 m piani | Bronzo           | 22"59       |                                          |
| 2003 | Mondiali          | Saint-Denis | 4×100 m     | Oro              | 41"78       | Miglior prestazione mondiale stagionale  |
| 2004 | Mondiali indoor   | Budapest    | 60 m piani  | 5ª               | 7"17        |                                          |
| 2004 | Giochi olimpici   | Atene       | 200 m piani | Quarti di finale | 23"33       |                                          |
| 2004 | Giochi olimpici   | Atene       | 4×100 m     | Bronzo           | 42"54       |                                          |
| 2007 | Mondiali          | Osaka       | 200 m piani | Quarti di finale | 22"86       |                                          |
| 2007 | Mondiali          | Osaka       | 4×100 m     | Batteria         | 43"58       |                                          |
| 2008 | Giochi olimpici   | Pechino     | 200 m piani | Semifinale       | 22"71       |                                          |
| 2008 | Giochi olimpici   | Pechino     | 4×100 m     | Batteria         | dnf         |                                          |
| 2010 | Europei           | Barcellona  | 400 m piani | 8ª               | 52"05       |                                          |
| 2010 | Europei           | Barcellona  | 4×400 m     | 5ª               | 3'28"11     |                                          |
| 2011 | Europei indoor    | Parigi      | 4×400 m     | Bronzo           | 3'32"16     |                                          |
| 2011 | Mondiali          | Taegu       | 4×400 m     | Batteria         | 3'28"02     |                                          |
| 2012 | Europei           | Helsinki    | 400 m piani | 8ª               | 54"50       |                                          |
| 2012 | Giochi olimpici   | Londra      | 4×400 m     | 5ª               | 3'25"92     |                                          |
| 2013 | Europei indoor    | Göteborg    | 4×400 m     | 4ª               | 3'28"71     | Record nazionale                         |
| 2013 | Mondiali          | Mosca       | 4×400 m     | Bronzo           | 3'24"21     | Miglior prestazione personale stagionale |
| 2014 | Europei           | Zurigo      | 4×400 m     | Oro              | 3'24"27     | Miglior prestazione personale stagionale |

## Altre competizioni internazionali
2002
- 4ª alla Grand Prix Final ( Parigi), 100 m piani - 11"09
- Argento in Coppa del mondo ( Madrid), 200 m piani - 22"78

2003
- 5ª alla World Athletics Final ( Monaco), 100 m piani - 11"24

2004
- Oro in Coppa Europa ( Bydgoszcz), 200 m piani - 22"78

2007
- Oro alla World Athletics Final ( Stoccarda), 200 m piani - 22"73

2008
- 8ª alla World Athletics Final ( Stoccarda), 200 m piani - 23"43

2009
- Oro agli Europei a squadre ( Leiria), 200 m piani - 23"53